# Pronephrium asperum
Pronephrium asperum är en kärrbräkenväxtart som först beskrevs av Karel Presl, och fick sitt nu gällande namn av Holtt. Pronephrium asperum ingår i släktet Pronephrium och familjen Thelypteridaceae. Inga underarter finns listade.